# Mohini Dey
Pour les articles homonymes, voir Dey.
Mohini Dey, née le 20 juillet 1996 à Bombay, est une bassiste indienne de fusion, de jazz et de metal.
Enfant prodige, elle est professionnelle depuis ses 10 ans. Elle a notamment joué aux côtés de Steve Vai, Guthrie Govan, Marco Minnemann, Jordan Rudess, Allah Rakha Rahman ou Narada Michael Walden.

## Biographie

### Famille
Son père Sujoy Dey est bassiste de funk et de jazz fusion, c'est un musicien de studio réputé qui joue également dans des groupes de musique classique indienne. Sa mère Romia Dey est chanteuse classique. Quand les époux s'installent à Bombay, ils sont déshonorés par leur famille, qui leur refuse tout soutien financier. Mohini Dey grandit dans une famille qui connait des difficultés financières, et ses parents se jurent que leurs filles ne connaitront pas les mêmes difficultés qu'eux.
Mohini Dey a une petite sœur, Esani, guitariste professionnelle et également enfant prodige,.

### Apprentissage
Sujoy Dey rêve que ses filles jouent de la basse et de la batterie, sans se soucier du fait que sa famille juge que ce ne sont pas des instruments appropriés pour des filles.
Quand son père travaille son instrument à la maison, il prend l'habitude de mettre son casque sur les oreilles de sa petit fille de trois ans. Lorsqu'il s'aperçoit qu'elle tape le bon tempo, il la pousse à apprendre la basse,,. Pour la motiver, il la filme et lui montre les images, ce qui la remplit de joie. Mohini Dey commence à prendre des cours sérieusement à six ans. S'il lui fait travailler son oreille, Sujoy Dey pousse sa fille à apprendre à lire et à écrire la musique, afin qu'elle puisse travailler sur la scène internationale.
Quand elle a neuf ou dix ans, elle délaisse la petite basse bricolée par son père pour se pencher sur son premier vrai instrument, une Fender Jazz Bass.
Elle est scolarisée huit heures par jour, en plus des heures où elle pratique son instrument et de celles ou elle accompagne son père en studio,. Dans des interviews, elle raconte que sa précocité, la fréquentation de gens plus âgés et son travail acharné de la musique l'éloignent des jeunes de son âge, auprès desquels elle se sent souvent « comme une extraterrestre »,,.

### Conflits avec son père
« Mon père m'a mis sur des rails, sans que je sache quelle était la destination. Et j'ai toujours cette impression, que je suis censée faire quelque chose, être quelque part, sans connaitre la destination. »

— Mohini Dey, 2024.
Mohini Dey rêve d'être styliste,, et elle postule en cachette à une école de design, où elle est reçue. Mais la pression de son père est forte, et comme elle est déjà musicienne professionnelle, elle choisit finalement de continuer sa carrière dans la musique, en faisant du stylisme à côté,.
Quand elle a 17 ans, alors qu'elle traverse une longue période de conflits avec son père, elle part de chez ses parents pour s'installer toute seule, ce qui est très inhabituel pour une jeune femme en Inde. Elle ne parle plus à son père pendant deux ans.
Les deux finissent par se réconcilier avec le temps. Sujoy Dey meurt en 2023, à l'âge de 55 ans.

### Carrière en accompagnatrice
Mohini Dey est musicienne professionnelle depuis l'âge de 10 ans. Elle joue avec des musiciens indiens comme Zakir Hussain, Allah Rakha Rahman ou Nitin Sawhney, ou avec des artistes de passage à Bombay,. Le musicien Ranjit Barot (en) la prend sous son aile, ainsi que Louis Banks (en) . Ranjit Barot la fait jouer sur son album Bada Boom (2010) et elle figure dans son groupe lors de son concert MTV Unplugged en 2011,.
En 2012, alors qu'elle n'a que 15 ans, Rolling Stone Inde lui consacre un article la décrivant comme « la jeune prodige de la basse ». Elle accompagne Guthrie Govan lors de sa tournée indienne en 2016.
Elle joue pour la musique écrite par Allah Rakha Rahman pour un film d'horreur. En 2017, elle fait partie de son groupe et tourne à ses côtés. La même année, elle collabore avec trois musiciens importants : Steve Vai (sur Modern Primitive (en) et en tournée), Jordan Rudess (sur Light Becomes Day) et Marco Minnemann dans sa tournée en Inde.
En 2018 elle joue au NAMM Show à Anaheim en Californie.
Autour de 2023, elle trouve un équilibre financier qui lui permet de prendre plus de temps pour ses projets personnels. Elle continue d'accompagner des musiciens d'horizons divers, comme Greg Howe et Simon Phillips.

### Carrière en leadeuse
En 2017, elle joue dans Generation, un groupe monté avec sa sœur guitariste Esani Dey et le batteur Gino Banks.
En 2023 parait le premier album de MaMoGi, un groupe composé du saxophoniste Mark Hartsuch, qui a écrit le répertoire, de Mohini Dey et du batteur Gino Banks. Le nom du groupe est composé des premières lettres de leurs initiales. L'idée du répertoire vient à Hartsuch à l'écoute de morceaux de rock progressif sur lesquels joue Mohini Dey : il a eu envie de jouer cette musique en remplaçant la guitare par le saxophone. Ainsi, MaMoGi mélange rock progressif, musique électronique et jazz, ainsi que les sonorités de la musique occidentale avec celles de la musique indienne.
La même année sort Mohini Dey, le premier album de la musicienne. Elle compose depuis longtemps mais c'est la première fois qu'elle met en avant cette partie de son travail,. On trouve d'ailleurs sur l'album Introverted Soul, le premier morceau qu'elle a écrit, alors qu'elle avait 13 ans. Elle est entourée par Simon Phillips, Narada Michael Walden, Guthrie Govan, Marco Minnemann ou Ron Thal.

### Autres projets
Mohini Dey a une entreprise de conseil et d'analyse en marketing sur les réseaux sociaux. Elle est manager pour des groupes indiens. Elle a également une marque de vêtements qu'elle dessine. 

### Vie privée
Elle est mariée avec le saxophoniste Mark Hartsuch, membre du groupe MaMoGi. Son époux joue également le rôle de manager. Elle s'est installée à Bangalore avec lui, avant de vivre en partie à Nashville en 2024.

## Matériel
Mohini Dey joue de la basse à cinq cordes Mayones. Elle dit avoir de trop petites mains pour une six cordes. Elle utilise des amplis Markbass.

## Style
Depuis son enfance, elle cherche à être une musicienne versatile, capable de jouer aussi bien du jazz que de la musique classique indienne. Le premier bassiste qu'elle étudie, sur la demande de son père, est Jaco Pastorius. Elle aime aussi Chick Corea et le funk,. Dans sa jeunesse, elle détestait le rock et le metal, mais avec le temps, et en côtoyant des pointures du genre, elle s'est mise à apprécier ces genres musicaux et à en écrire. Elle écoute également Bruno Mars, Billie Eilish, Ariana Grande ou Beyoncé.
Elle travaille l'aspect rythmique de son instrument, notamment en écoutant des batteurs ou percussionnistes et en reproduisant leurs phrases à la basse. Elle étudie la musique classique indienne auprès de musiciens jouant des instruments traditionnels, et reproduit le son et les rythmes d'instruments de percussions à la basse. Elle travaille également la polyrythmie et les divisions impaires (quintolets, sextolets , etc.) pour lesquelles elle développe une grande habilité et précision rythmique,.

## Discographie

### En tant que leader
- 2023 : Mohini Dey (auto-produit par Mohini Dey)

### En tant que coleader
- 2017 : Jordan Rudess, Mahesh Raghvan, Mohini Dey, B.C. Manjunath, Light Becomes Day (produit par Jordan Rudess)[25]
- 2023 : MaMoGi (Mark Hartsuch, Mohini Dey, Gino Banks), MaMoGi (MaMoGi Records)

### En sidewoman
- 2010 : Ranjit Barot, Bada Boom (EMI)
- 2017 : Steve Vai, Modern Primitive (en) (Light Without Heat)
- 2018 : Dewa Budjana, Mahandini (Seven Seas)
- 2019 : B'z, New Love (Vermillion Records)
- 2019 : Marco Minnemann, My Sister (auto-produit)
- 2021 : Terry Syrek, Story (auto-produit)
- 2021 : Alberto Rigoni, For the Love of Bass (auto-produit)
- 2022 : Baiju Bhatt & Red Sun, People of Tomorow (Neuklang)
- 2022 : Jan Rivera, Existential Paranoia (auto-produit)